# Μ算子
μ算子（英語：μ operator）或者极小化算子（minimization operator），无界查找算子（unbounded search operator）在可计算性理论中，被用來尋找给定性质下的最小自然数。

## 定义
R( y, x1 , . . ., xk ) 是固定的在自然数上的 k+1 元关系。低洼“μy”，在无界和有界形式下，都是从自然数 { 0, 1, 2, . . . } 到自然数的“数论函数”。但是，“μy”包含在谓词被满第三代
有界μ算子最早出现在 Kleene（1952年）书中的“第4章原始递归函数，§45 谓词，素因子表示”中：大幅度
“μyy<zR(y)。最小的 y < z 使得 R(y)，如果 (Ey)y<z R(y)；否则 z”。 (p.225)
Kleene 提示说对变量 y 的值域的 6 个不等式限制中任何一个都是允许的，它们是 y < z, y ≤ z, w < y < z, w < y ≤ z, w ≤ y < z, w ≤ y ≤ z。“当指示的值域不包含 y 使得 R(y) [为“真”]的时候，“μy”表达式的值是值域的基数”（p. 226）；这是缺省“z”出现在上述定义中的原因。如下面要证明的，有界μ算子“μyy<z”是凭借两个原始递归函数有限和 Σ 与有限积 Π，“做测试”的一个谓词函数，和转换 { t, f } 到 { 0, 1 } 的表示函数而定义的。
在“第6章一般递归函数”中，Kleene 以如下方式定义了在变量 y 上的无界μ算子， 
“（Ey）μyR(y) = { 最小的（自然数）y 使得 R(y) }” (p. 279)，这里的 “（Ey）” 意味着“存在一个 y 使得 ...”
在这个实例 R 自身内，或它的表示函数，在它被满足的时候得出 0（就是得出真）；这个函数接着得出数 y。在 y 上不存在上界，所以在它的定义中不出现不等式。
对于一个给定 R(y) 无界μ算子 μyR(y)（注意不要求“（Ey）”）可以导致全函数或偏函数。Kleene 以不同的方式写这个潜在的偏函数(cf. p. 317):
εyR(x, y) =
- 最小的 y 使得 R(x,y) [为真]，如果 (Ey)R(x,y)
- 0 否则的话。

## 性质
(i) 在原始递归函数的上下文中，这里的 μ算子的查找变量 y 是有界的，也就是在下面公式中的 y<z，如果谓词 R 是原始递归的（Kleene Proof #E p. 228），则
μyy<z R( y, x1,..., xn ) 是原始递归函数。
(ii) 在（全）递归函数的上下文中：这里的查找变量是无界的，但是保证对全递归谓词 R 的参数的所有值 xi 都存在，
(x1), ..., (xn) (Ey) R( y, xi, ... xn ) 蕴涵了 μyR(y, xi, ... xn) 是全递归函数。
这里的 (xi) 意味着“对于所有 xi”而 Ey 意味着“存在着至少一个 y 的值使得”（cf Kleene (1952) p. 279.）。
则五个原始递归算子加上无界但完全μ算子给出了 Kleene 所称的“一般”递归函数（就是由六个递归函数定义的全函数）。
(iii) 在偏递归函数的上下文中：假设关系 R 成立，当且仅当一个偏序递归函数收敛于零。并假设这个偏递归函数收敛（到某个东西不一定为零）只要 {\displaystyle \mu yR(y,x_{1},\ldots ,x_{k})} 有定义而且 y 是 {\displaystyle \mu yR(y,x_{1},\ldots ,x_{k})} 或更小。则函数 {\displaystyle \mu yR(y,x_{1},\ldots ,x_{k})} 也是偏递归函数。
μ算子用在可计算函数作为μ递归函数的特征化中。

## 例子

### 例子 #1：有界μ算子是原始递归函数
在下文中，为了节省空间使用粗体字 x 来表示字符串 xi, . . ., xn。
有界μ算子可以非常简单的用两个原始递归函数（简写为"prf"）来表达，它们是项的积 Π 与项的和 Σ，还被用来定义 CASE 函数 (cf Kleene #B page 224)。（按照需要，变量的任何界限比如 s≤t 或 t<z 或 5<x<17 等都是适当的）。例如：
- Πs≤t fs (x, s) = f0(x, 0) * f1(x, 1) * . . . * ft(x, t)
- Σt<z gt ( x, t ) = g0( x, 0 ) + g1(x, 1 ) + . . . + gz-1(x, z-1 )

我们先要介入叫做谓词 R 的表示函数的一个函数ψ。函数 ψ 定义为从输入（t= "真", f="假"）到输出 ( 0, 1 ) 的映射（注意次序!）。在这种情况下给 ψ 的输入 { t, f } 来自 R 的输出：
- ψ( R = t ) = 0
- ψ( R = f ) = 1

Kleene 展示了μyy<z R(y)的如下定义；我们看到积函数 Π 充当了布尔 AND 算子，而和函数 Σ 充当布尔 OR 算子，不同的是它生成 { Σ≠0, Σ=0 } 而不是 { 1, 0 }: 
μy y<z R(y) = Σt<z Πs≤t ψ( R( x ,t ,s )) =
- [ ψ( x, 0, 0 ) ] +
- [ ψ( x, 1, 0 ) * ψ( x, 1, 1 ) ] +
- [ ψ( x, 2, 0 ) * ψ( x, 2, 1 ) * ψ( x, 2, 2 ) ] +
- [ ψ( x, z-1, 0 ) * ψ( x, z-1, 1 ) * ψ( x, z-1, 2 ) + . . . + ψ ( x, z-1, z-1 ) ]

和 Σ 实际上是带有基础步骤 Σ(x, 0) = 0 和归纳步骤 Σ(x, y+1 ) = Σ( x, y ) + Π( x, y ) 的原始递归。积 Π 是带有基础步骤 Π( x, 0 ) = ψ( x, 0 ) 和归纳步骤 Π( x, y+1 ) = Π( x, y )*ψ( x, y+1 ) 的原始递归。
通过 Kleene 给出例子很容易理解这个等式。他只为指示函数 ψ（R(y)）构建了表格。他用表示函数 χ(y) 简写 ψ( x, y ): 
| y                                               | 0 | 1 | 2 | 3 | 4 | 5 | 6 | 7=z |
| χ(y)                                            | 1 | 1 | 1 | 0 | 1 | 0 | 0 |     |
| π(y) = Πs≤y χ(s)                                | 1 | 1 | 1 | 0 | 0 | 0 | 0 | 0   |
| σ(y) = Σt<y π(t)                                | 0 | 1 | 2 | 3 | 3 | 3 | 3 | 3   |
| 最小的 y<z 使得 R(y) 为"真": φ(y) = μy y<z R(y) |   |   |   | 3 |   |   |   |     |

### 例子 #2：无界μ算子不是原始递归函数
无界μ算子—函数 μy—经常定义于教科书中。但是读者可能奇怪于为什么无界μ算子查找生成零而不是某个其他自然数的函数 R(x, y) -- 现代教科书没有给出原因。
在脚注中 Minsky 的确允许他的算子在内部过程生成一个对参数 "k" 的匹配的时候终止；这个例子也是有用的因为它展示了另一个作者的格式：
" For μt[ φ(t) = k ] "(p. 210)
使用零的原因是无界算子μy将依据其索引 y 允许随着μ算子的查找而增长的函数"积" Π 来定义。如上述例子提及的，一串数ψ(x, 0) *, . . ., * ψ(x, y)的积 Π x<y 生成零，只要它的成员 ψ(x, i) 之一为零：
Πs<y = ψ(x, 0) * , . . ., * ψ(x, y) = 0
如果任何 ψ(x, i)=0 这里的 0 ≤ i ≤ s。所以 Π 充当了布尔 AND。 
函数μy生成作为"输出"的一个单一的自然数 y = { 0, 1, 2, 3 ... }。但是，在算子内可能出现一对“情况”之一：(a) "数论函数" χ 生成一个自然数，或(b) "谓词" 生成 { t= true, f = false }。（在偏递归函数的上下文中 Kleene 后来允许第三种结果："μ = 不可判定", pp. 332ff）。
Kleene 分解他的无界μ算子定义来处理这两种情况 (a) 和 (b)。对于情况 (b)，在谓词 R(x, y) 可以参于积 Π 的算术运算之前，它的输出 { t, f } 必须首先被它的“表示函数”χ运算生成 { 0, 1 }。而对于情况 (a)，如果要使用一个定义，则“数论函数” χ 必须生成零来满足μ算子。通过这个问题的确立，他展示了一个单一的"Proof III"，任何类型 (a) 或 (b) 与五个原始递归函数一起产生（全）递归函数 ... 带有对全函数的限制：
对于所有参数 x，必须提供一个证明证实存在一个 y 满足 (a) μy ψ(x, y) 或 (b) μy R(x,y)。
Kleene 还有第三个情况 (c) 不要求证明对于所有 x 存在一个 y 使得 ψ(x, y)。他在他的全递归函数要比可枚举的函数要多的证明中用到了它。
Kleene 的证明是非形式的并使用了类似第一例子的例子。他首先把μ算子强制为运算于生成自然数 n 的χ函数上的“项的积”的不同形式， 这里的 n 可以是任何自然数，而 0 在 u 算子的测试被满足的时候出现。
使用 Π 函数的重新定义：
μy y<zχ(y) = 
- (i): π(x, y) = Πs<y χ( x, s)

- (ii): φ(x) = τ( π(x, y), π( x, y' ), y)
- (iii): τ(z', 0, y) = y ;τ( u, v, w ) 是对 u = 0 或 v > 0 未定义的。

这是微妙的。在第一眼看来这些等式好像使用了原始递归。但是 Kleene 仍未提供通用形式的基本步骤或归纳步骤：
- 基本步骤：φ( 0,x ) = φ( x )
- 归纳步骤：φ( 0,x ) = ψ（ y, φ(0,x), x）接下来如何？首先，我们提醒自己我们已经指派一个参数（自然数）到所有变量 xi。其次，我们确实看到一个后继算子在做迭代 y（就是 y'）的工作。第三，我们看到函数 μy y<zχ(y, x) 正好生成 χ(y,x) i.e. χ(0,x), χ(1,x), ... 的实例，直到一个实例生成 0。第四，在一个实例 χ(n,x) 生成 0 的时候，它导致τ的中间项，就是 v = π( x, y' ) 生成 0。最后，当中间项 v = 0 的时候，μy y<zχ(y) 执行行 (iii) 并“退出”。Kleene 的等式 (ii) 和 (iii) 的表述已经作出了交易使行 (iii) 表示退出 -- 退出只在查找成功的找到一个 y 满足 χ(y) 并且中间项 π(x, y' ) 为零的时候发生；算子接着终止查找于 τ(z', 0, y) = y。

τ( π(x, y), π( x, y' ), y), i.e.:
- τ( π(x, 0), π( x, 1 ), 0),
- τ( π(x, 1), π( x, 2 ), 1)
- τ( π(x, 2), π( x, 3 ), 2)
- τ( π(x, 3), π( x, 4 ), 3)
- . . . .。直到出现一个匹配于 y=n 并接着：
- τ(z', 0, y) = τ(z', 0, n) = n 并且μ算子的查找结束。

对于 Kleene 的例子，"...考虑 xi, ... xn 的任何固定值并简写 "χ(xi, ... xn,y)" 为 "χ(y)":
| y                                               | 0 | 1 | 2 | 3 | 4 | 5 | 6 | 7 | etc   |
| χ(y)                                            | 3 | 1 | 2 | 0 | 9 | 0 | 1 | 5 | . . . |
| π(y) = Π s≤y χ(s)                               | 1 | 3 | 3 | 6 | 0 | 0 | 0 | 0 | . . . |
|                                                 |   |   |   | ↑ |   |   |   |   |       |
| 最小的 y<z 使得 R(y) 为"真": φ(y) = μy y<z R(y) |   |   |   | 3 |   |   |   |   |       |

### 例子 #3：无界μ算子的抽象机定义
Minsky (1967) p. 21 和 Boolos-Burgess-Jeffrey (2002) p. 60-61 都提供了μ算子的抽象机定义。
下列示范跟从 Minsky 但不带有其怪癖。这个示范将使用密切关于皮亚诺公理和原始递归函数的"后继"计数器机模型。模型由（i）带有指令的表格和我们重命名为“指令寄存器”（IR）的所谓“状态寄存器”的有限状态自动机，（ii）每个都可以只包含一个单一自然数的一些寄存器，和（iii）在下列表格中描述的四个“命令”的指令集：
在下面，符号 " [ r ] " 意味着" r 的内容"，而 " →r " 指示关于寄存器 r 的一个动作。
| 指令       | 助记符         | 对寄存器 "r" 的动作 | 对指令寄存器 IR 的动作                             |
| ---------- | -------------- | ------------------- | -------------------------------------------------- |
| 清除寄存器 | CLR ( r )      | 0 → r               | [ IR ] +1 → IR                                     |
| 增加寄存器 | INC ( r )      | [ r ] +1 → r        | [ IR ] +1 → IR                                     |
| 等于时跳转 | JE (r1, r2, z) | 无                  | IF [ r1 ] = [ r2 ] THEN z → IR ELSE [ IR ] +1 → IR |
| 停机       | H              | 无                  | [ IR ] → IR                                        |

给极小化算子μy [φ( x, y )] 的算法在本质上建立函数φ( x, y ) 的一个实例序列，随着参数 y 的值（自然数）增加；这个处理将继续（见下面的注释 †）直到在函数φ( x, y ) 的输出和某个预先确立的数（通常为 0）之间的匹配出现。所以 φ(x, y) 的求值需要在最开始时指派一个自然数到 x 的每个变量，指派一个“匹配数”（通常为 0）到一个寄存器 "w"，一个数（通常为 0）到寄存器 y。
注释 †：无界μ算子将继续这个尝试匹配过程直到匹配发生或永远。所以 "y" 寄存器必须是无界的 -- 它必须能够持有任意大小的数。不像真实计算机模型，抽象机模型允许如此。在有界μ算子的情况下，下界μ算子将开始于 y 的内容被设置为不是零的一个数。上界μ算子将要求一个额外的寄存器"ub"来包含表示这个上界的数加上一个额外比较运算；一个算法可以同时提供下界和上界。
在下面我们假定指令寄存器 (IR) 遇到了在指令号 "n" 的μy“例程”。它的第一个动作将是在专用的 "w" 寄存器确立一个数—函数 φ( x, y ) 在算法可以终止之前必须生成的数的“例子”（典型的是数零，但也可以使用不是零的数）。算法的在 "n+1" 指令的下一个动作将是清除 "y" 寄存器 -- "y" 将充当开始于 0 的“上升寄存器”。接着在 "n+2" 指令算法求值它的函数 φ( x, y ) -- 我们假定将取用 j 指令来完成—在它的求值φ( x, y ) 的结束处放置它的输出在寄存器"φ"中。在 n+j+3rd 指令算法比较在 "w" 寄存器中的数（比如 0）与在 "φ" 寄存器内的数—如果它们是相同的，则算法成功并通过“exit”退出；否则它增加 "y" 寄存器的内容并回到“loop”再次用新的 y 值去测试函数 φ( x, y )。
| IR    |                   | 指令            | 对寄存器的动作   | 对指令寄存器 IR 的动作                                |
| ----- | ----------------- | --------------- | ---------------- | ----------------------------------------------------- |
| n     | μy[ φ( x, y ) ]： | CLR ( w )       | 0 → w            | [ IR ] +1 → IR                                        |
| n+1   |                   | CLR ( y )       | 0 → y            | [ IR ] +1 → IR                                        |
| n+2   | loop:             | φ ( x, y )      | φ（[x]，[y]）→ φ | [ IR ] +j+1 → IR                                      |
| n+j+3 |                   | JE (φ, w, exit) | 无               | CASE: { IF [φ]=[w] THEN exit → IR ELSE [IR] +1 → IR } |
| n+j+4 |                   | INC ( y )       | [ y ] +1 → y     | [ IR ] +1 → IR                                        |
| n+j+5 |                   | JE (0, 0, loop) | 无条件跳转       | CASE: { IF [r0] =[r0] THEN loop → IR ELSE loop → IR } |
| n+j+6 | exit:             | etc.            |                  |                                                       |